# Křepenice (tvrz)
Tvrz v Křepenicích, zvaná též Tvrz Jakuba Krčína z Jelčan je panské sídlo nacházející se ve vesnici Křepenice v okrese Příbram. Je chráněna jako kulturní památka.

## Historie
V roce 1584 nechal slavný rybníkář Jakub Krčín vybudovat po vzoru rožmberské Kratochvíle renesanční vodní tvrz a nazval ji Nový hrádek Krčínov. V letech 1590–1597 na tvrzi sídlil. Ústřední budova byla obklopena hradbou s nárožními baštami. Bašty měly renesanční štíty, fasády zdobilo sgrafitové kvádrování. Objekt obklopoval rybník nazývaný Návesník, do tvrze se vjíždělo po kamenném mostě.
Ve 30. letech 20. století koupil polovinu tvrzi pradědeček současného majitele. Po vyvlastnění v roce 1948 zde sídlilo jednotné zemědělské družstvo, později i místní národní výbor a sekretariát svazácké organizace. V 80. letech tvrz chátrala a byla opuštěna, v 90. letech 20. století byla restituována a postupně rekonstruována.